# DJ Krmak
Goran Žižak, poznat kao DJ Krmak (Banja Luka, 30. kolovoza) je bosanskohercegovački pjevač.
Živi u Beču. Završio je pravni, filozofski i pravoslavni bogoslovni fakultet.
Pjevač je, kako on sam naziva, techno-dance-folk glazbe. Popularan je širom cijele bivše Jugoslavije, ponajviše po svom specifičnom performansu i živim scenskim nastupima. Njegove pjesme se tiču uglavnom aktualnih životnih tema, te se pojavljuju kao parodija cijele ovdašnje glazbene scene. Te njegove pjesme neki smatraju zabavnim, smiješnim i kreativnim, dok drugi smatraju da su glupe i sirove.

## Diskografija
1. Коckari 1999.,
2. Šumaher 2000.,
3. Bo San Remo 2001.,
4. Hollywood 2003.,
5. Мeksikanac 2004.,
6. Vanzemljaci 2006.,
7. Klasična armija 2007.,
8. Tu Tu 2008.,
9. Bez konkurencije 2010.,

## Vanjske poveznice
1. Službena stranica